# Constituição do Reino Unido
A Constituição do Reino Unido (Constitution of the United Kingdom) é o conjunto de leis e princípios sob o qual o Reino Unido é governado. Não é constituído de um único documento constitucional, como o é, por exemplo, a Constituição dos Estados Unidos. É, muitas vezes, dito que o país tem uma constituição "não escrita", "não codificada" ou de facto ("na prática"). A maior parte da constituição britânica existe na forma escrita de leis, jurisprudência, tratados e convenções.
O alicerce da constituição britânica tem sido, tradicionalmente, a soberania parlamentar, segundo a qual os estatutos são aprovados pelo Parlamento do Reino Unido, suprema e última fonte de direito. Isto significa que os membros do parlamento podem mudar a constituição simplesmente ao aprovar novas leis. No entanto, membros da União Europeia têm dificultado esse princípio. O Decreto das Comunidades Europeias de 1972 coloca o Reino Unido sob todas as leis da União Europeia (e desabilita quaisquer disposições acerca de seus próprios conflitos), o que se passa também com os outros estados-membros.

## Princípios
Os dois princípios basilares da Constituição do Reino Unido foram estabelecidos como seus "pilares gêmeos" por A. V. Dicey, em sua obra "Uma introdução ao Estudo do Direito Constitucional" (1885). São eles a soberania do Parlamento e o princípio da igualdade. O primeiro significa que o parlamento é a instituição legisladora por excelência, e só ele tem competência para legislar em caráter nacional. É um princípio antigo no direito da Inglaterra, de origens claramente identificáveis (destacando-se a restauração monárquica seguinte à Revolução Puritana de Oliver Cromwell). O segundo postula que todos são iguais perante a lei. Embora este ideal seja antigo, desde a Magna Carta de 1215, sua aplicação prática a todos os indivíduos no Estado desenvolveu-se somente no século XIX.
A interpretação dos "pilares gêmeos" de Dicey é uma interpretação legal, e foi criticada por comentadores escrevendo sobre o declínio da independência do parlamento e o domínio do Executivo na política. Apesar de interpretações políticas da constituição do Reino Unido terem mudado muito desde a era de Dicey, não há consenso sobre uma interpretação legal alternativa. Dicey mesmo identificou que, ultimamente, o eleitorado é a soberania política, e o parlamento é legalmente soberano.
Outro princípio importante é o conceito de Estado unitário, que é corolário da soberania parlamentar, e basicamente significa que, ao contrário dos sistemas Federal e Confederal, o poder supremo fica apenas com o centro do Estado.
Monarquia constitucional é o princípio chave, significando que o monarca não governa de verdade, ele tem um papel cerimonial apenas. Este princípio data da Restauração, e quando Walter Bagehot escreveu que a monarquia era a parte dignificada da constituição, a situação moderna estava estabelecida. O mais recente princípio da constituição é a afiliação à União Europeia, o princípio de que a lei da União é superior à lei do Reino Unido.
Este princípio foi identificado no famoso Caso Factortame, no qual o Decreto da Marinha Mercante de 1988 foi revogado. Aparentemente isto aconteceu para minar o princípio de soberania do parlamento, mas o parlamento ainda pode vencer a União Europeia repelindo o Decreto das Comunidades Europeias de 1972, desta forma preservando sua soberania.

### Resumo
- Pilares gêmeos da constituição de A.V. Dicey
  - Soberania parlamentar (Origens ancestrais, evolução moderna e começo na Restauração)
  - Regra da Lei (Origens Ancestrais, evolução moderna começou no século XIX)
- Outros Princípios Importantes
  - Estado Unitário (origens ancestrais, derivado da monarquia)
  - Monarquia Constitucional (Originou-se na Restauração)
  - Participação na UE (Desde 1972, superioridade das leis da União Europeia estabelecida em 1990)

### Estatutos-chave selecionados
- Magna Carta (1215)
- Decreto de Habeas Corpus de 1679
- Declaração de Direitos de 1689
- Reivindicação de Direitos 1689
- Decreto de Estabelecimento de 1701
- Tratado de União de 1707, juntando Inglaterra e Escócia para formar a Grã-Bretanha
- Ato de União de 1800, juntando Grã-Bretanha e Irlanda para formar o Reino Unido
- Decreto de Reforma de 1832
- Decreto de Reforma de 1867
- Decreto de Reforma de 1884
- Atos Parlamentares (de 1911 a 1949)
- Acordo de Liberdade da Irlanda de 1922, Constituição de Estado Livre da Irlanda de 1922, e Provisões Consequenciais da Liberdade do Estado da Irlanda de 1922 reconhecendo a Irlanda como país não mais fazendo parte do Reino Unido.
- Estatuto de Westminster de 1931
- Decreto das comunidades Europeias de 1972
- Declaração de Direitos Humanos de 1998
- Decreto da Escócia de 1998
- Decreto do Governo de Gales de 1998
- Decreto da Irlanda do Norte de 1998
- Decreto da Casa dos Lordes de 1999
- Reforma Constitucional de 2005

### Alguns acordos importantes
- Relativos à Monarquia
  - Desde o reinado da rainha Ana, o monarca não se recusou a garantir o consentimento real para decretos passados pelo parlamento.
  - O monarca não poderá dissolver o parlamento sem a ordem do primeiro-ministro.
  - O monarca convocará o líder do partido dominante na Casa dos Comuns para formar o governo.
  - O monarca convocará um membro da Casa dos Comuns (e não da Casa dos Lordes ou outra fora do parlamento) para formar o governo.
- Todos os ministros serão escolhidos das Casas dos Comuns ou dos Lordes.
- A Casa dos Lordes aceitará qualquer legislação que estiver num manifesto do governo (a Convenção de Salisbury).
- Responsabilidade Ministerial
- Responsabilidade Ministerial Coletiva

### Decretos parlamentares
Decretos Parlamentares são leis (ou estatutos) que recebem o aprovação do parlamento - isto é, do soberano, da Casa dos Lordes e da Câmara dos Comuns do Reino Unido.
Em raras ocasiões, a casa dos comuns usa os "Atos Parlamentares" (o Ato Parlamentar de 1911 e o Ato Parlamentar de 1949) para passar a legislação sem a aprovação da Casa dos Lordes. Nunca se ouviu falar, nos tempos modernos, de o soberano se recusar a consentir com uma tarifa, apesar de a possibilidade ter sido contemplada em relação aos controversos irlandeses Ato de regra da casa de 1914.
Decretos parlamentares estão entre as mais importantes fontes da constituição. De acordo com a visão tradicional, o parlamento tem a habilidade de legislar o que desejar em qualquer assunto que quiser. Por exemplo, a maior parte do estatuto medieval icónico conhecido como Magna Carta foi deixado de lado desde 1828, independente de ter sido previamente resguardado como sacrossanto. É tradicional o caso em que cortes são barradas por questionar qualquer decreto parlamentar, um princípio que pode ser encontrado desde a era medieval. Por outro lado, este princípio teve seus dissidentes e críticos durante os séculos, e atitudes na área judicial desta área podem estar mudando
Como todas as constituições não codificadas, a do Reino Unido é o conjunto de vários documentos, convenções e precedentes. As fontes têm importância variada, com as Leis do Parlamento (estatutos) e o direito da Comunidade Europeia, de grande importância, que regulam vários aspetos do governo, e sistemas mais amplos e vagos, como o regulamento eleitoral. Tratados internacionais, que são incorporados como Atos do Parlamento, também têm frequentemente importância constitucional.
Como o Reino Unido trabalha com o sistema jurídico de direito consuetudinário, precedentes estabelecidos por juízes também são uma fonte da constituição. Outra importante fonte não escrita consiste em convenções constitucionais, que, por exemplo, tentam governar a conduta ministerial. No entanto, várias destas convenções se encontram hoje em forma escrita. Regras escritas de conduta para ministros e membros do parlamento são hoje disponíveis com algum detalhe. A prerrogativa real é regulada pelas convenções, o que é muito significativo.
Este poder era historicamente executado pelo soberano, derivando da sua autoridade. Hoje este poder é exercido em nome do monarca pelo Primeiro Ministro, e inclui o poder de declarar guerra. Estes poderes são controversos, e é frequente haver pedidos para torná-los mais claros por escrito, e ter o seu âmbito reduzido.
A seleta doutrina denominada works of authority (trabalhos de autoridade) é a menos importante das fontes da constituição. Esta doutrina é composta por obras que, por vezes, são citadas a fim de conferir autoridade a uma interpretação de uma área da Constituição. As mais referenciados são as obras de constitucionalistas do século XIX, principalmente A.V. Dicey, Walter Bagehot e Erskine May.

### Monarquia
O Reino Unido é uma monarquia constitucional e a sucessão ao trono britânico é hereditária, regida pelo princípio de primogenitura e  preferência masculina, mas exclui aqueles que estão, ou que se casam, com  católicos.
Segundo a constituição britânica, os amplos poderes do executivo, conhecidos como a Prerrogativa Real, são nominalmente investidos no soberano. No exercício destas competências, entrementes, o soberano normalmente acata o conselho do primeiro-ministro ou outros ministros. Este princípio, que surgiu com a Restauração Inglesa, foi articulado pelo escritor vitoriano Walter Bagehot como "a rainha reina, mas não governa".
A medida precisa da prerrogativa real nunca foi formalmente delineada, mas em 2004, o Governo de Sua Majestade publicou alguns dos poderes, a fim de a administração ser mais transparente:
Poderes domésticos
- O poder de demitir e nomear um primeiro-ministro
- O poder de demitir e nomear outros ministros
- O poder de convocar, prorrogar e dissolver o Parlamento
- O poder de conceder ou recusar a aprovação do orçamento real (tornando-os válidos e de direito)
- O poder de promover funcionários das Forças Armadas
- O poder de comando das Forças Armadas do Reino Unido
- O poder de nomear os membros do Conselho da Rainha
- O poder de emissão e retirada de passaportes
- O poder de conceder prerrogativa de misericórdia (apesar da pena capital não existir, este ato ainda é usado para corrigir os erros no cálculos da penas)
- O poder de conceder honras
- O poder de criar empresas através da Carta Régia

Poder externo
- O poder de ratificar e celebrar tratados
- O poder de declarar guerra e paz
- O poder de implementar as Forças Armadas no exterior
- O poder de reconhecer estados
- O poder de creditar e receber diplomatas

As prerrogativas mais importantes ainda pessoalmente exercidas pelo soberano é a escolha de nomear o primeiro-ministro, e analisar uma dissolução do parlamento, a pedido do primeiro-ministro. Em ocasião mais recente, o monarca teve de exercer esses poderes durante as eleições gerais de fevereiro de 1974, quando o primeiro-ministro Edward Heath renunciou depois de não conseguir garantir uma maioria absoluta no parlamento.
Sua Majestade, Isabel II, nomeou Harold Wilson, líder do Partido Trabalhista, como primeiro-ministro, exercendo sua prerrogativa após uma ampla consulta com o Conselho Privado. O Partido Trabalhista teve o maior número de cadeiras na Câmara dos Comuns, mas não uma maioria absoluta. As eleições gerais de 2010 também resultaram em um empate. Após vários dias de negociações entre as partes, a rainha Isabel II convidou David Cameron para formar um governo no conselho do primeiro-ministro demissionário Gordon Brown.
O soberano normalmente aceita o pedido do primeiro-ministro para a dissolução do parlamento. No entanto, diversas autoridades concordam que um primeiro-ministro que aponta uma dissolução deve ganhar, pelo menos, um voto de confiança da Câmara dos Comuns recém-eleitos antes de ele ou ela (soberano) solicitar qualquer dissolução.  Nenhuma recusa de dissolução aconteceu desde o início do século XX.
A rainha Vitória foi o último soberano a vetar uma nomeação ministerial. Em 1892, ela recusou o conselho de  William Ewart Gladstone de nomear Henry Labouchere (um radical que havia insultado a família real) ao gabinete.
O último soberano que vetou legislação aprovada pelo parlamento foi a rainha Ana.

### Sumário
- Leis do Parlamento
- Tratados jurídicos
- Direito europeu
- Common Law
- Convenções constitucionais
- Prerrogativa real